# NGC 4597
NGC 4597 é uma galáxia espiral barrada (SBc) localizada na direcção da constelação de Virgo. Possui uma declinação de -05° 48' 02" e uma ascensão recta de 12 horas, 40 minutos e 12,3 segundos.
A galáxia NGC 4597 foi descoberta em 22 de Fevereiro de 1787 por William Herschel.